# Murray Royal Hospital

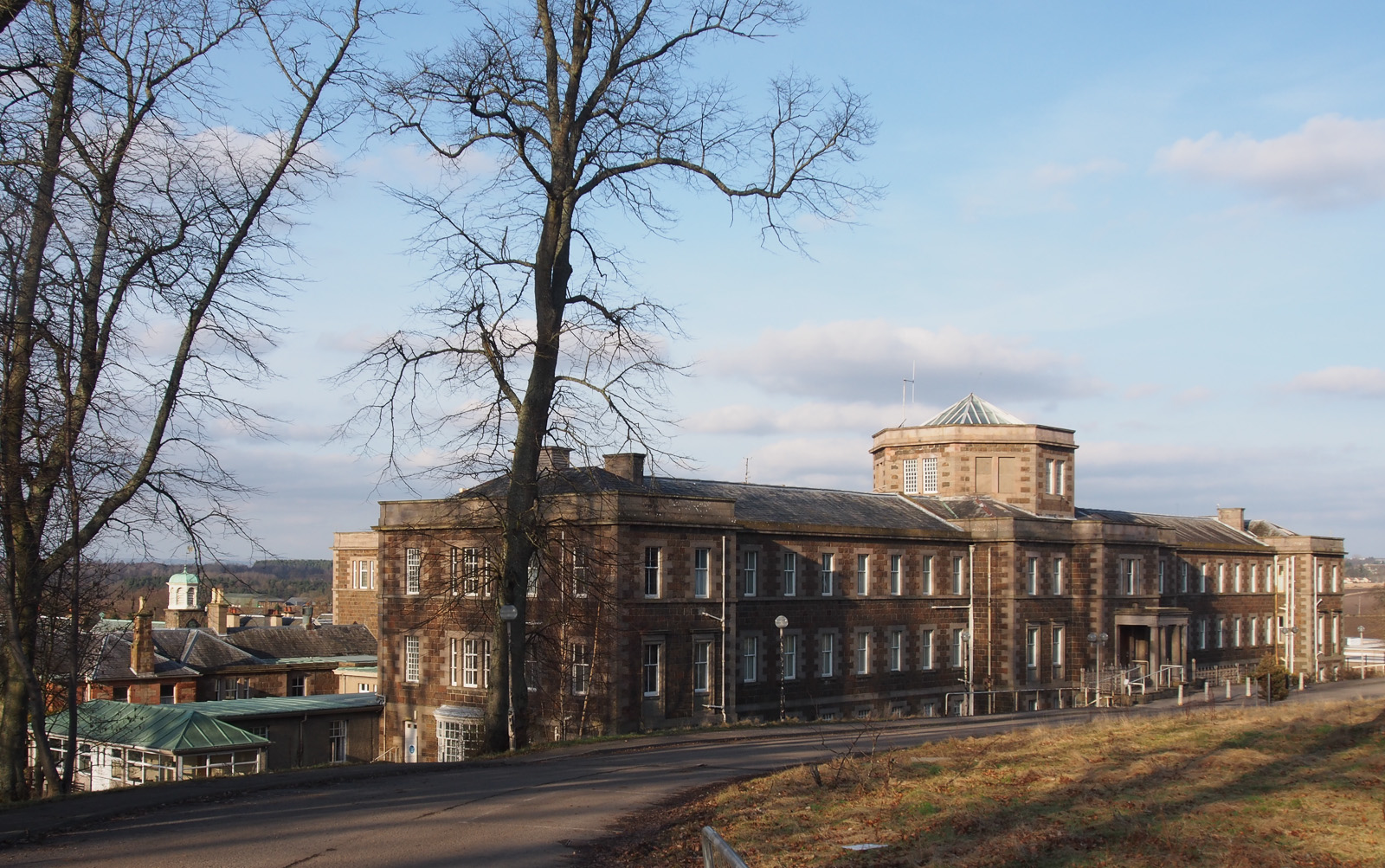
Hauptgebäude des Murray Royal Hospital

Das Murray Royal Hospital, ehemals James Murray’s Royal Asylum und James Murray’s Royal Mental Hospital, ist eine psychiatrische Klinik in der schottischen Stadt Perth in der Council Area Perth and Kinross. 1977 wurden die historischen Klinikgebäude in die schottischen Denkmallisten zunächst in der Kategorie B aufgenommen. Die Hochstufung in die höchste Denkmalkategorie A erfolgte 2014. Es sind nur wenige Exemplare der frühen Architektur psychiatrischer Einrichtung aus dem 19. Jahrhundert in Schottland erhalten, von denen das Murray Royal Hospital das älteste ist.

## Geschichte
Der aus Perth stammende Esquire James Murray hinterließ 1821 eine Summe von 32.000 £ zur Errichtung einer psychiatrischen Klinik. Die Verwalter erwarben hierzu zum Preis von 2500 £ ein rund 4,9 Hektar umfassendes Grundstück am Stadtrand Perths. William Burn wurde mit der Planung der Klinik betraut. Die Baumaßnahme schlug mit 20.000 £ zu Buche. Am 1. Juli 1827 eröffnete die auf eine Kapazität von 100 Patienten geplante Einrichtung. 1834 wurden ebenfalls von Burn entworfene Ergänzungen fertiggestellt, durch welche die Kapazität um 60 Plätze erweitert wurde. Die Kosten für die Erweiterung beliefen sich auf 9063 £. Im Laufe des Jahrhunderts wurde das angrenzende Anwesen Pitcullen House aufgekauft. Ziel war die Errichtung einer Erweiterung für finanziell gut gestellte Patienten, die jedoch nie umgesetzt wurde. Pitcullen House diente jedoch dem Leiter der Einrichtung als Wohngebäude. Des Weiteren wurde ein Bauernhof erworben, um Patienten in die landwirtschaftliche Arbeit einzugliedern. Wie auch weite Teile des Grundes von Pitcullen House wurde er jedoch nur verpachtet und nie in den Klinikbetrieb integriert. Nach einem Entwurf Andrew Heitons wurde das Murray Royal Asylum im Jahre 1888 erweitert.
Zwischen 1948 und 1950 trug die Einrichtung die Bezeichnung James Murray’s Royal Mental Hospital. Dann wurde sie in Murray Royal Hospital umbenannt. Nachdem der Klinikbetrieb bis in das 21. Jahrhundert hinein in den historischen Gebäuden durchgeführt wurde, wurden auf dem Gelände zwischen 2010 und 2012 Neubauten errichtet. Die Gesamtkosten der Baumaßnahme beliefen sich auf rund 75 Mio. £. Mit der Eröffnung durch den First Minister Alex Salmond am 14. Juni 2012 wurden die historischen Gebäude obsolet. Im selben Jahr wurden sie in das Register gefährdeter denkmalgeschützter Bauwerke in Schottland aufgenommen. Während seitdem eine Umnutzung, bevorzugt zu Wohnraum, diskutiert wird, wurde der Zustand der Gebäude 2014 als gut bei moderater Gefährdung eingestuft.

## Beschreibung
Das dreistöckige Murray Royal Hospital steht auf einer Anhöhe am Ostrand von Perth. Baulich zeigt es die üblichen Merkmale der frühen psychiatrischen Einrichtung, die in dieser Zeit errichtet wurden. Von einem oktogonalen Zentralbau mit abschließender Kuppel gehen zwei Flügel ab, durch welche die Geschlechtertrennung gewährleistet wurde. Das Mauerwerk besteht aus Sandsteinquadern, wobei Öffnungen farblich abgesetzt sind. Der Eingangsbereich ist mit dorischen Säulen gestaltet. Die abschließenden Walmdächer sind mit grauem Schiefer eingedeckt.